# 陳世輝
陳世輝（1969年—），中華民國空軍中將，現任空軍作戰指揮部中將副指揮官，空軍司令部少將副參謀長、空軍司令部少將督察長、空軍官校上校指揮官等職務。畢業於空軍官校正72期（80年班），2019年1月1日晉升少將，2024年12月1日晉升中將。